# Hubert Howe Bancroft
Hubert Howe Bancroft (5 de mayo de 1832 - 2 de marzo de 1918) fue un historiador estadounidense y etnólogo, que escribió, publicó y recopiló obras relacionadas con el oeste de Estados Unidos, Texas, California, Alaska, México, América Central y la Columbia Británica. Su extensa colección de libros fue la base sobre la que la Universidad de California, Berkeley, fundaría la Bancroft Library en 1905.

## Primeros años
Bancroft nació en 1832 en Granville (Ohio), hijo de Azariah Ashley Bancroft y de Lucy Howe Bancroft. Las familias Howe y Bancroft originalmente provenían de los estados de Nueva Inglaterra de Vermont y de Massachusetts, respectivamente.
Los padres de Bancroft eran firmes partidarios del abolicionismo. Su vivienda familiar formaba parte de la red del Underground Railroad, una organización clandestina que ayudaba a los esclavos que escapaban de las plantaciones del sur hacia los estados libres o hacia Canadá.
Bancroft asistió a la Academia Doane en Granville durante un año, y luego se convirtió en empleado de la librería de su cuñado en Búfalo (Nueva York).

## Traslado a California

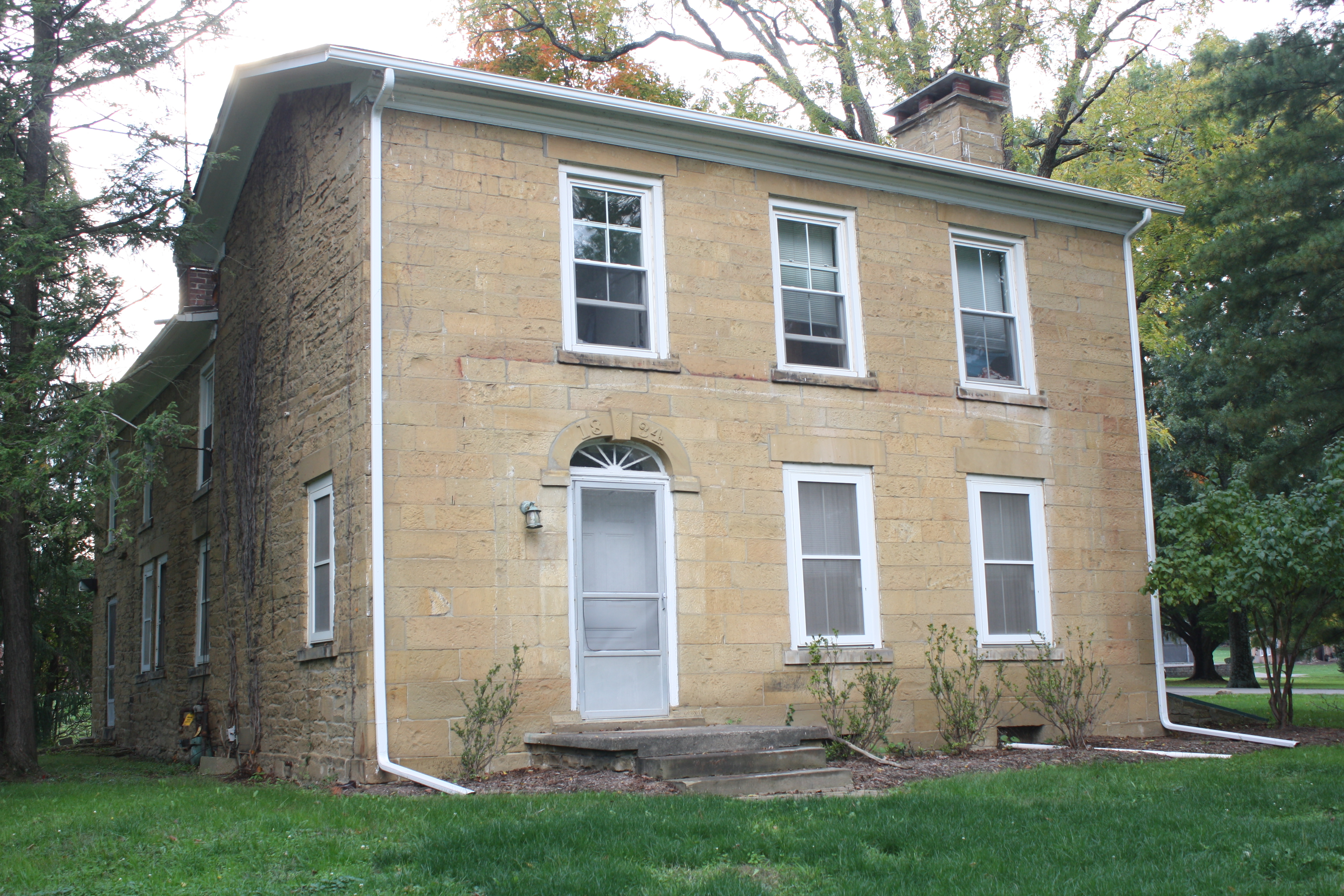
Lugar de nacimiento de Bancroft en Granville, Ohio

En marzo de 1852, recibió un inventario de libros para vender y fue enviado a la ciudad de San Francisco (California) para establecer una oficina regional de la firma en la Costa Oeste. Bancroft tuvo éxito en la construcción de su empresa, pasando a formar parte del mundo editorial.
También se convirtió en un capacitado coleccionista de libros, recopilando decenas de miles de volúmenes.
En 1868, renunció a su negocio a favor de su hermano, A. L. Bancroft. Había acumulado una gran biblioteca de material histórico y  abandonó los negocios para dedicarse por completo a escribir y publicar sobre historia.
La biblioteca de Bancroft consistía en libros, mapas y documentos impresos y manuscritos, incluyendo una gran cantidad de narraciones dictadas a Bancroft o sus asistentes por pioneros, colonos y estadistas. La indexación de la vasta colección empleó a seis personas durante diez años. La biblioteca se trasladó en 1881 a un edificio a prueba de fuego y, en 1900, contaba con unos 45.000 volúmenes.
Desarrolló un plan para publicar una historia en 39 volúmenes de toda la región de la costa del Pacífico de América del Norte, desde América Central hasta Alaska. Empleó una serie de colaboradores para el trabajo preliminar, lo revisó todo y escribió los capítulos más importantes. En 1886, el establecimiento de publicaciones de "A. L. Bancroft & Company" se quemó en un incendio, y los manuscritos de siete volúmenes de la historia que había escrito quedaron destruidos.

## Vida personal
El primer matrimonio de Bancroft fue con Emily Ketchum en 1859. Tuvieron una niña, que nació en 1859, llamada Kate. Emily murió al dar a luz en 1869. Bancroft se volvió a casar en 1879. Su segunda esposa fue Matilda Coley Griffing, con quien tuvo cuatro hijos.
Aunque nunca se graduó en la universidad, Bancroft recibió en 1875 un título honorario de maestría por Yale en reconocimiento a su masivo trabajo histórico sobre las "Razas nativas de los Estados del Pacífico". También fue elegido miembro de la American Antiquarian Society en 1875.

## Muerte
Falleció en 1918 a los 85 años de edad en su casa de campo de Walnut Creek (California). Los periódicos informaron de una peritonitis aguda como la causa de su muerte. Su cuerpo fue enterrado en el Cypress Lawn Memorial Park en Colma (California).

## Legado

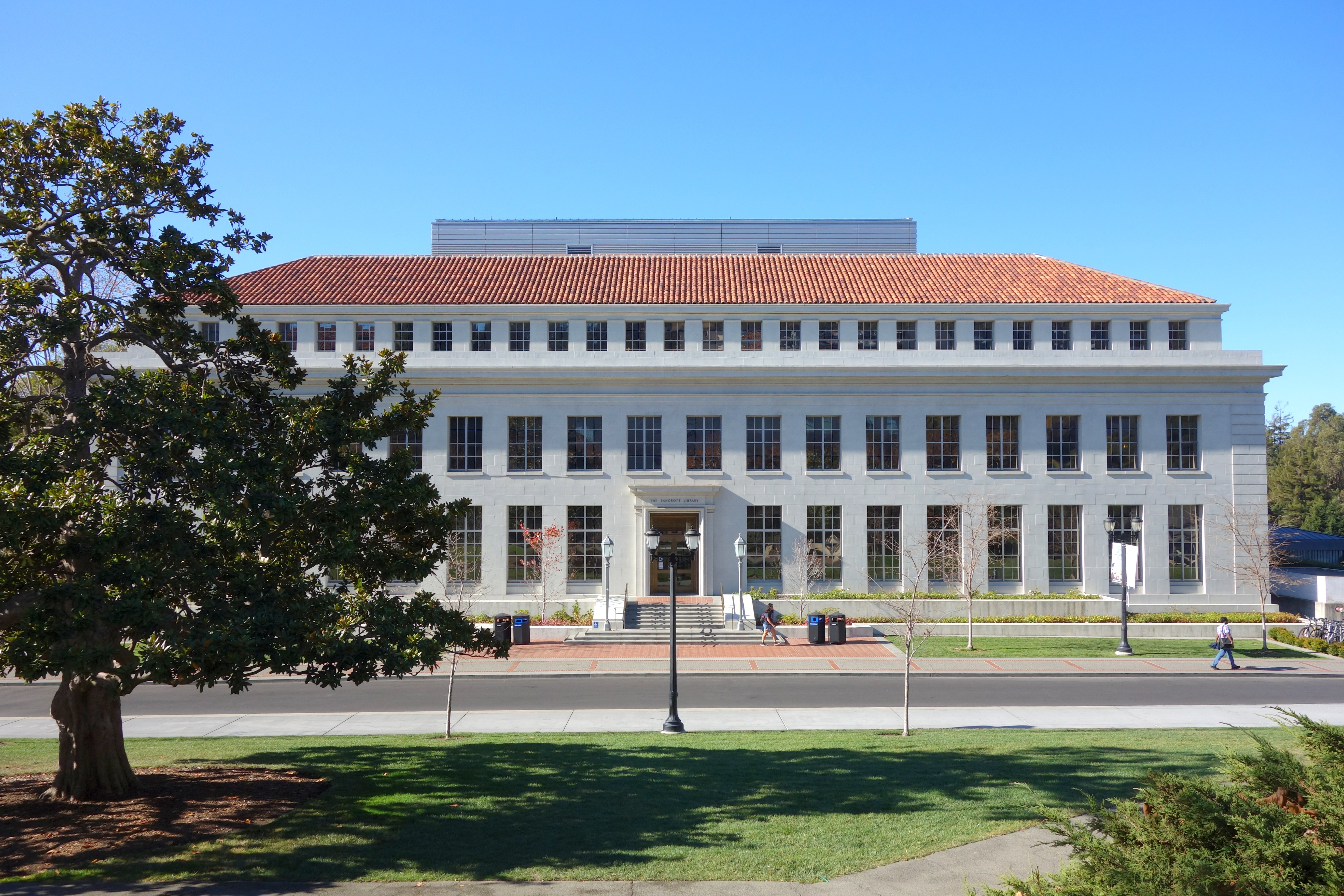
Bancroft Library - Universidad de California, Berkeley

A fines del siglo XIX, se determinó que gran parte del trabajo del que Bancroft afirmaba ser autor había sido escrito por otros. Esto manchó su legado a los ojos de algunos eruditos, basándose en el principio de "falso en una cosa, falso en todo". El Tribune de Salt Lake lo llamó un "saqueo de los cerebros de otras personas" en 1893.
La Bancroft Library en la Universidad de California en Berkeley, nombrada en su honor, fue fundada cuando la Universidad de California compró su colección de libros de 60.000 volúmenes en 1905. Bancroft también es el epónimo de Bancroft Way en Berkeley (California).

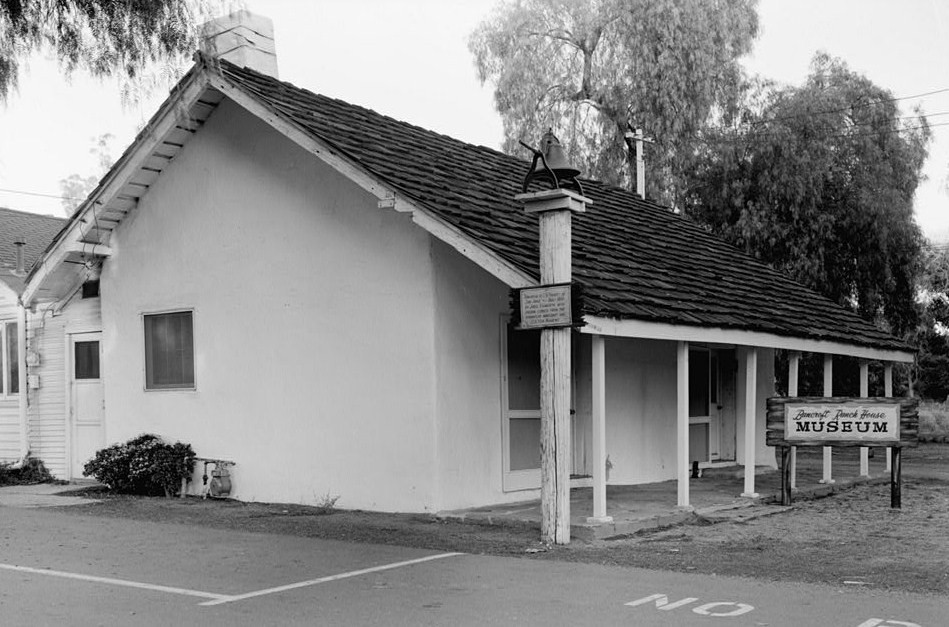
Bancroft House, Spring Valley, California

En 1885, Bancroft compró un rancho con una casa de adobe ubicado en Spring Valley, en el condado de San Diego, como residencia de retiro. El Rancho Hubert H. Bancroft ahora es un Hito Histórico Nacional. Además, parte de una propiedad que Bancroft compró alrededor de 1880 en el Condado de Contra Costa más tarde se convirtió en el Ruth Bancroft Garden, cuando el nieto de Bancroft regaló a su esposa, Ruth Bancroft, tres acres de las tierras agrícolas restantes.
Varias escuelas llevan el nombre de Bancroft, incluyendo la Bancroft Middle School (Long Beach, California), la Bancroft Middle School (Los Ángeles, California), la Hubert H. Bancroft Elementary School en Sacramento, la Bancroft Elementary School en Andover (Massachusetts), y la Bancroft Community School en Spring Valley, California.
Un archivo de la correspondencia de la familia Bancroft, recopilado por su hija Kate, figura en las Colecciones y archivos especiales en la Geisel Library en la Universidad de California en San Diego.
Recuerdos de Hubert Howe Bancroft y la familia Bancroft, una entrevista de historia oral con Margaret Wood Bancroft, viuda del hijo de Bancroft, Griffing, se conserva en la Oficina Regional de Historia Oral de la Bancroft Library en la Universidad de California en Berkeley.

## México
A inicios del año 2010, se conocieron vestigios de la genealogía Bancroft en la ciudad fronteriza con San Diego, de Tijuana, Baja California. Algunos de estos miembros familiares emigraron a las ciudades de Nayarit y Zacatecas. Las familias Bancroft Lomelí, Rivas Bancroft y Bancroft Lozano siguen con sus respectivos nombres familiares. De acuerdo con el sitio web ancestry  y en entrevista para CALA presenta de CNN el inversionista mexicano de capitales de riesgo, startups y privados Oscar Bancroft podría ser descendiente de la familia Bancroft.  

## Obras publicadas
- Wikisource contiene obras originales de o sobre Hubert Howe Bancroft.

Los trabajos escritos por Bancroft incluyen los textos siguientes, con el conjunto de 39 volúmenes de The Works of Hubert Howe Bancroft (pub. 1874-1890):
- The Native Races: Wild tribes I. D. Appleton. 1875.
- The Native Races: Civilized nations II. D. Appleton. 1875.
- The Native Races: Myths and languages III. Appleton. 1875.
- The Native Races: Antiquities IV. D. Appleton. 1875. (Restos y Ruinas)
- The Native Races: Primitive History V. D. Appleton. 1876.
- History of Central America. 1501-1530 VI. History Company. 1888.
- History of Central America. 1530-1800 VII. Bancroft & Co. 1883.
- History of Central America: 1801-1887 VIII. Bancroft & Co. 1887.
- History of Mexico: 1516-1521 IX. History Co. 1886.
- History of Mexico: 1521-1600 X. Bancroft & Co. 1883.
- History of Mexico: 1600-1803 XI. Bancroft & Co. 1883.
- History of Mexico: 1804-1824 XII. Bancroft & Co. 1885.
- History of Mexico: 1824-1861 XIII. Bancroft & Co. 1885.
- History of Mexico: 1861-1887 XIV. Bancroft & Co. 1888.
- History of the North Mexican States and Texas: 1531-1800 XV. Bancroft & Co. 1884.
- History of the North Mexican States and Texas: 1801-1889 XVI. History Co. 1889.
- History of Arizona and New Mexico: 1530-1888 XVII. History Co. 1889.
- History of California: 1542-1800 XVIII. History Co. 1884.
- History of California: 1801-1824 XIX. History Co. 1885.
- History of California: 1825-1840 XX. Bancroft & Co. 1886.
- History of California: 1840-1845 XXI. History Co. 1886.
- History of California: 1846-1848 XXII. History Co. 1886.
- History of California: 1848-1859 XXIII. History Co. 1888. (los años de la fiebre del oro)
- History of California: 1860-1890 XXIV. History Co. 1890.
- History of Nevada, Colorado, and Wyoming: 1540-1888 XXV. History Co. 1890.
- History of Utah: 1540-1886 XXVI. History Co. 1889.
- History of the Northwest Coast: 1543-1800 XXVII. Bancroft & Co. 1884.
- History of the Northwest Coast: 1800-1846 XXVIII. History Co. 1890.
- History of Oregon. 1834-1848 XXIX. History Co. 1886.
- History of Oregon: 1848-1888 XXX. History Co. 1888.[20]
- History of Washington, Idaho, and Montana: 1845-1889 XXXI. History Co. 1890.
- History of British Columbia: 1792-1887 XXXII. History Co. 1887.
- History of Alaska: 1730-1885 XXXIII. History Co. 1886.[21]
- California Pastoral: 1769-1848 XXXIV. Bancroft & Co. 1888.
- California Inter Pocula XXXV. History Co. 1888.
- Popular Tribunals XXXVI. History Co. 1887.
- Popular Tribunals XXXVII. History Co. 1887.
- Essays and Miscellany XXXVIII. History Co. 1890.
- Literary Industries XXXIX. History Co. 1891.[22] Este volumen da cuenta de sus métodos de trabajo.[23]
- The Early American Chroniclers (1883)
- Chronicles of the Builders of the Commonwealth: Historical Character Study (1891–1892)
- Book of the Fair (1893)
- Resources and Development of Mexico (1893)
- The Book of Wealth (1896)
- The New Pacific (1912)
- Retrospection, Political and Personal (1912, 1915)
- Why a World Centre of Industry at San Francisco Bay (1916)
- In These Latter Days (1917)

### Nota sobre sus métodos de redacción
Bancroft hizo uso de fichas en la organización y compilación de los hechos de su extensa y masiva serie de volúmenes históricos. En el curso de su organización de material de origen y redacción, Bancroft hizo uso de decenas de asistentes de investigación, ascendiendo algunos de ellos a la categoría de coautores de sus contribuciones.
Originalmente, parece que tenía la intención de utilizar las secciones de textos sistemáticos producidos por sus ayudantes como base de una narrativa amplia que él mismo escribiría, pero a medida que avanzaba el trabajo llegó a usarlos tal como estaban, con solo pequeños cambios. Dejó constancia de que sus asistentes eran investigadores capaces, y hay evidencia de que algunos de ellos merecieron su confianza; Frances Fuller Victor, en particular, fue un autor bien conocido. Sin embargo, su falta de reconocimiento de cada contribución creó dudas sobre la calidad del trabajo en su conjunto. En general, aunque Bancroft se consideraba a sí mismo el autor de sus obras, en términos contemporáneos es más preciso considerarlo editor y compilador de sus obras de mayor volumen.
Ni Bancroft, ni la mayoría de sus ayudantes, estuvieron suficiente cualificados para evitar expresar sus opiniones personales y evidenciar sus prejuicios en la redacción de sus textos, pero sus obras fueron generalmente bien recibidas en su época. Por ejemplo, el historiador Francis Parkman elogió The Native Races de Bancroft en la North American Review, aunque Lewis Henry Morgan fue más crítico, basado en su reciente teoría de la cultura india, en un artículo llamado Montezuma's Dinner. La respuesta de Bancroft a la crítica de Morgan sugiere que no entendió la teoría de Morgan, que ahora es generalmente aceptada por los estudiosos.